# George Constantinescu
George (Gogu) Constantinescu (Craiova, 4 de outubro de 1881 — Coniston, Cúmbria, Inglaterra, 11 de dezembro de 1965) foi um engenheiro mecânico romeno, que durante sua carreira registrou mais de 130 invenções.

## Biografia
Em novembro de 1910 chegou em Londres.
Em 1913, ele já havia requerido dezoito patentes relacionadas com melhorias em motores de combustão interna, carburadores, combustíveis, elementos de transmissão.
Ele formulou a Teoria dos Sonicos (Theory of sonics) que versa sobre transmissão de potência por meio de vibrações através de líquidos, sólidos e gases e afirmou que esses fenômenos têm analogia não somente com a as propriedades das ondas sonoras, e portanto sujeitas às leis da harmonia, mas também com a corrente alternada.
A aplicação mais importante dessa teoria era uma engrenagem sincronizadora que permitia que uma metralhadora disparasse através da hélice de um avião, que foi utilizada em todas as aeronaves aliadas durante a Primeira Guerra Mundial e em alguns aviões durante a Segunda Guerra Mundial.
Após a Primeira Guerra Mundial, teve a ideia de construir um carro popular de  baixo custo, que poderia viajar 100 km com 2,5 litros de gasolina com a velocidade entre 50 e 70 km/h, que era a velocidade utilizada em estradas naquela época.
Para isso concebeu um motor de 500 cc de de dois cilindros, refrigerado a ar, com um único conversor de torque, que eliminaria a caixa de marchas e a embreagem convencionais.
Em 1925 um protótipo desse carro foi exibido em exposições da indústria automobilística realizadas em Londres e em Paris. A General Motors adquiriu uma licença para construir o veículo em 1926.
Infelizmente o veículo não foi posto em fabricação, pois não havia necessidade de uma transmissão infinitamente variável, numa época em que o combustível era barato, os motores dos carros eram grandes (4-5 litros) e tinham muito torque, por outro lado, seu conversor de torque foi utilizado vagões auto-propelidos. 
Durante a sua vida requereu 133 patentes e morreu em 1965, com 94 anos de idade.